# Mar Vermelho
Mar Vermelho là một đô thị ở bang Alagoas, Brasil.